# 에이즈, 결핵, 말라리아 퇴치를 위한 세계기금
에이즈, 결핵, 말라리아 퇴치를 위한 세계기금(약칭 세계기금, 또는 글로벌 펀드)는 에이즈, 결핵, 말라리아의 예방과 치료를 위한 세계 차원의 기금 조성과 감독, 기존 국제기구 보조 등을 위해 설립된 국제 단체이다. 세계보건기구에서는 1990년대 후반부터 전염병에 대한 국제 공동 기금의 필요성을 제안해 왔으며, 2001년 4월 코피 아난 유엔 사무총장이 HIV/AIDS 퇴치를 위한 범세계적 재원 마련을 요청하여 2002년 세계기금이 창설되었다.
세계기금은 질병 퇴치 사업을 직접 집행하지 않고 기금 운용에만 집중한다. 실제 보건 사업의 집행은 수혜국의 보건부를 위시한 실무자들이 담당하며, 세계기금은 사업의 모니터링만 담당한다. 모니터링 과정은 국가 조정 메커니즘(Country Coordinating Mechanism, CCM)으로 운영되며 기금에 참여하는 국가들의 이해당사자 뿐만 아니라 정부 관료, 비정부 단체, 종교단체, 민간 영역 담당자, 환자 대표 등 다양한 층위의 참석으로 대표된다.

## 같이 보기
- UNAIDS
- 빌 & 멀린다 게이츠 재단